# Pachrophylla obelata
Pachrophylla obelata är en fjärilsart som beskrevs av Felder 1875. Pachrophylla obelata ingår i släktet Pachrophylla och familjen mätare. Inga underarter finns listade i Catalogue of Life.